# Smok

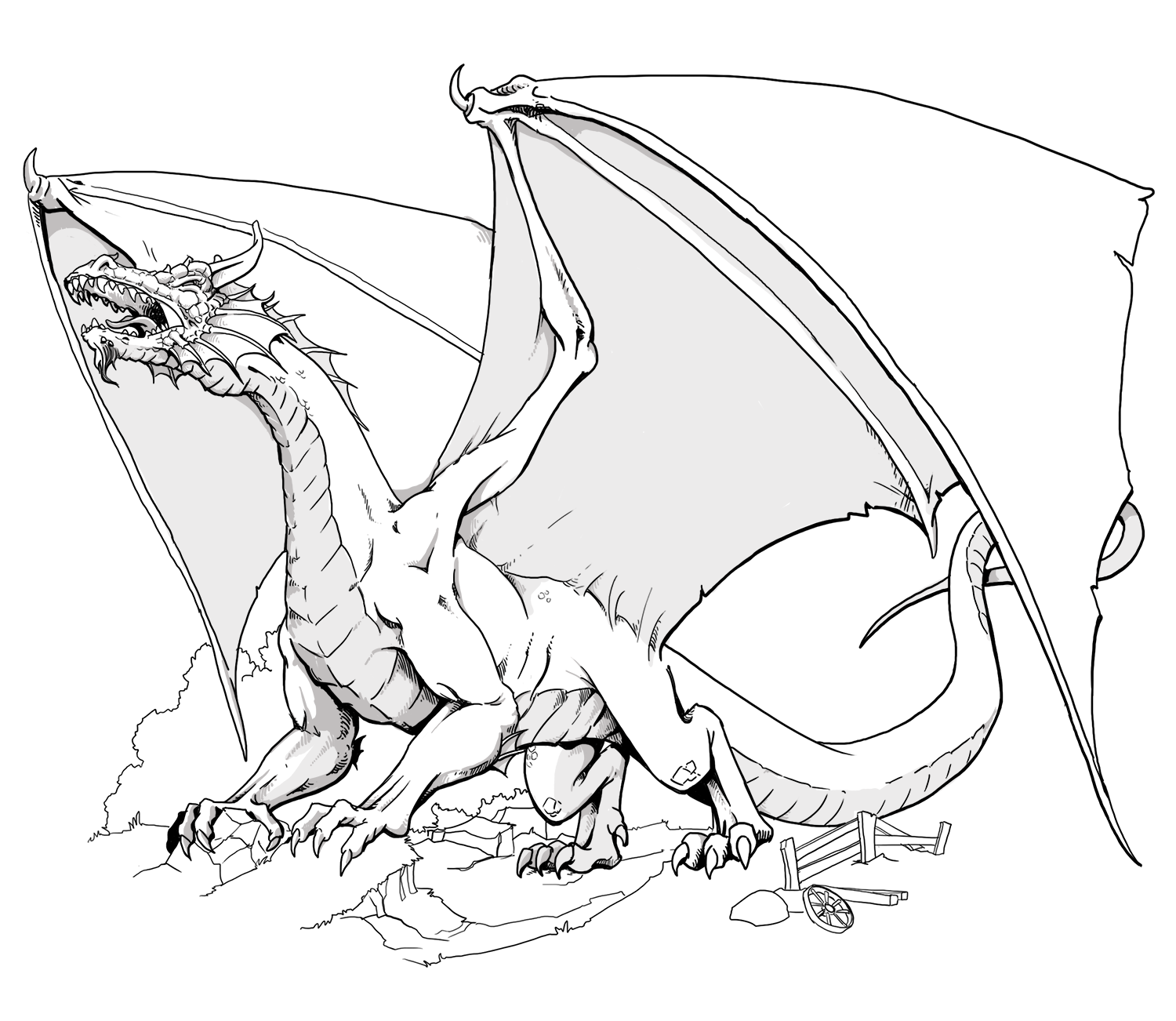
Współczesne popularne wyobrażenie smoka

Smok – mityczne i fikcyjne stworzenie najczęściej wyobrażane w postaci olbrzymiego gada – zwykle lotnego, ale niekoniecznie – często obdarzonego zdolnością ziania ogniem. Występują w licznych mitach, legendach, literaturze, filmach i grach. W niektórych przypadkach przedstawiane są jako istoty obdarzone dużą inteligencją, potrafiące posługiwać się magią, znające ludzką mowę, posiadające i strzegące rozmaitych skarbów. Najczęściej smok ma cztery łapy i skrzydła, natomiast często pojawiający się w heraldyce smok dwunogi nosi nazwę wiwern. Ale występują również smoki bez skrzydeł i bez łap, różniące się od powyższych grzbietem i kształtem głowy.
Smoki są istotami reprezentującymi siły natury: z żywiołów zwłaszcza ogień i powietrze, ale kojarzący się z ziemią, żyjąc w jamie oraz z wodą. W mitologiach wielu kultur występują też pokrewne zwierzęta podobne do smoków.
Legendy o smokach były zapewne inspirowane dawnymi odkryciami skamieniałości wymarłych zwierząt, w tym m.in. dinozaurami.
W 2013 roku Phil Senter sugerował, że „smoki” ze starożytnych zapisków były w rzeczywistości wężami.

## Etymologia

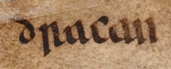
Dracan – zapis w języku staroangielskim z anglosaskiego poematu Beowulf (X-XI w.)

Słowo smok ma charakter ogólnosłowiański, na przykład cz. zmok, słow. zmok/zmak, ros. смок smok, z prasłowiańskiego *smokъ, być może z praindoeuropejskiego *smewk(g),  (“ślizgać się, przekradać”), z którego też wywodzi się też np. szmugiel.
W większości pozostałych języków europejskich na to pojęcie używa się derywatów łac. dracō, będącego zapożyczeniem ze stgr. δράκων drákōn, dosł. „bystrooki”, od stgr. δέρκεσθαι dérkesthai „spoglądać przenikliwie, bystro”, np. ang. dragon, bułg. дракон drákon, niem. Drache, cz. drak.

## Historia

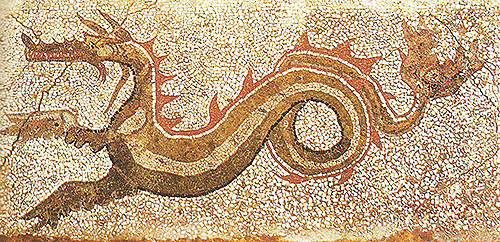
Antyczna grecka mozaika przedstawiająca hippokampa

Smoki pojawiają się w wielu mitologiach, w tym mitologii greckiej. Zazwyczaj pełnią funkcję strażników, podobnie jak gryfy, przypisywane im są także mądrość i siła. Zawsze czujny smok stał na straży złotego runa z polecenia boga Aresa, inny pilnował wyroczni Apolla w Delfach. Smoka żyjącego obok źródła w okolicy późniejszego miasta Teby zabił Kadmos; z zębów smoka posianych w ziemi powstali dzielni wojownicy. Ze smokami walczyło wielu mitycznych bogów i bohaterów, m.in. Apollo (smok Pyton), Jazon (smok pilnujący złotego runa), Herakles (Ladon), czy Perseusz (smok Cetus). W mitologii sumeryjskiej bogini Tiamat, z której powstała ziemia i niebo, przedstawiana była pod postacią smoka. W mitach anglosaskich znany jest także smok, ostatni przeciwnik bohatera Beowulfa. W legendach arturiańskich także pojawiają się smoki, m.in. biały i czerwony smok z wizji Merlina. Mitologia skandynawska określa niekiedy mianem smoka węże Midgardsormra i Nidhogga. W mitach germańskich pojawia się smok Fafnir, pokonany przez Sigurda.
W chrześcijaństwie smok uosabia zazwyczaj zło, w Biblii wąż z raju często określany jest tym mianem, podobnie jak Lewiatan, pojawia się także 13 razy w Apokalipsie św. Jana utożsamiany z Szatanem i Diabłem.
Wielu świętych przedstawianych jest ze smokiem jako atrybutem, m.in. św. Małgorzata z Antiochii, czy św. Jerzy, który pokonał smoka nieopodal miasta Sylene. U Słowian bóg Chworz bywał ukazywany pod postacią smoka.

### Wygląd
Za: Marco Polo, Podróże; Pliniusz Starszy, Historia Naturalna; Bartholomaeus Anglicus, De proprietatibus rerum; Izydor z Sewilli, Etymologie; Flawiusz Filostratos, Żywot Appoloniusza z Tiany; Lukan, Pharsalia; Geliusz, Noce attyckie
W porównaniu z innymi stworzeniami fantastycznymi, smok nie miał ściśle określonego wyglądu. Często utożsamiano go z wielkim wężem, mającym ponoć do 10 kroków długości i grubość do 10 dłoni. Cztery łapy były zakończone ostrymi pazurami, a pokryte łuskami ciało błyszczało się w słońcu. Wedle niektórych autorów były silnie jadowite, wedle innych nie, gdyż do zabijania ofiar używały ogona, ostrych zębów lub je dusiły. Zazwyczaj smok miał niewielką głowę z grzebieniem na czubku. Zgodnie z etymologią nazwy miał posiadać znakomity wzrok. Niekiedy smok posiadać miał również skrzydła, podobne nietoperzym. Zdarzało się, że smoki przedstawiano z uszami, rogami, czy brodą.

### Legendy

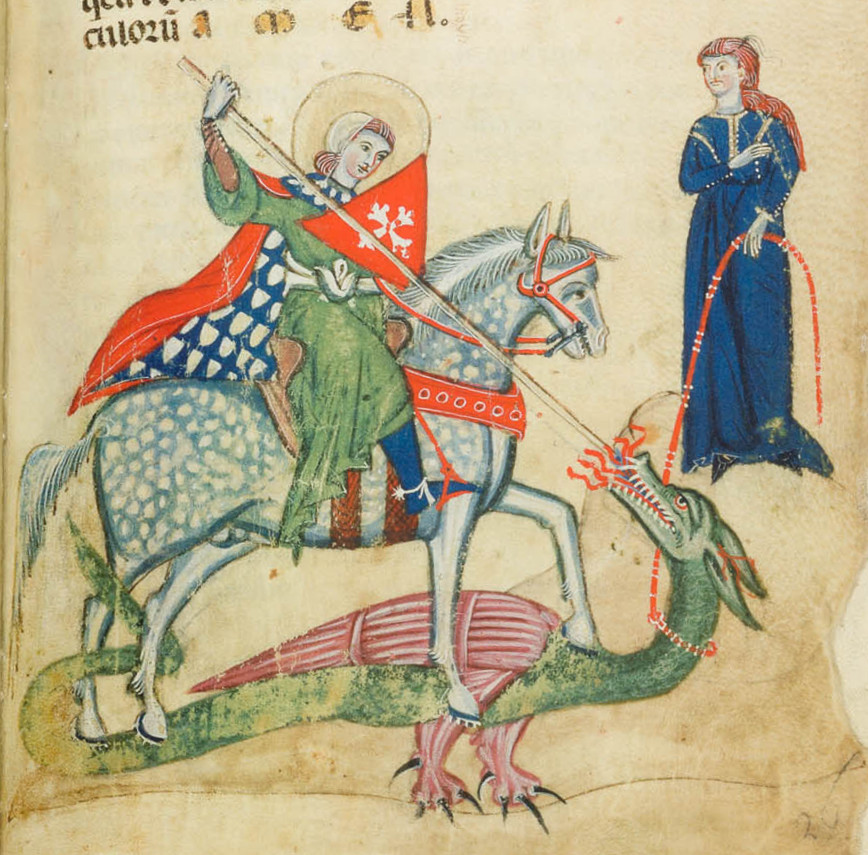
Święty Jerzy walczący ze smokiem. Ilustracja z XIII w. manuskryptu

Smoki pojawiają się w wielu źródłach starożytnych, średniowiecznych bestiariuszach i fizjologach oraz licznych późniejszych źródłach, które jednak w większości opierają się na wymienionych wyżej. O smokach powstało wiele legend, jak o każdym z fantastycznych stworzeń.
Smoki, jako wielkie węże, miały często kryć się wśród liści na drzewach lub przy wodopojach, gdzie polowały na słonie. Gdy te przechodziły pod drzewami, smoki rzucały się na nie i dusiły lub też zabijały trującym oddechem, po czym wypijały z nich chłodną nawet podczas upałów krew. Niekiedy słoniowi udawało się otrzeć o kamień i w ten sposób zgładzić smoka, sam jednak zwykle umierał z wycieńczenia. Wówczas jego krew tworzyć miała cenny pigment, cynober.
Smoki mieszkać też miały często na pustyniach, gdzie kryły się w jaskiniach. Gdy wychodziły przed wejście, powietrze zaczynało wirować i unosiło je w powietrze, wedle niektórych autorów, latać smoki mogły też dzięki sile swego jadu, przed którym uchodziło nawet morze.
W smoczych głowach znajdować się miały wedle legend białe, twarde, drogocenne i czarodziejskie kamienie zwane draconce lub karbunkułami. Nosili je ponoć często królowie na Dalekim Wschodzie. By je zdobyć, odważni myśliwi lub magowie usypiali smoki odpowiednimi ziołami.
Smok miał też silne związki z morzem, bywały bowiem odmiany wodne. Miały ponoć pragnienie tak wielkie, że sama woda im nie wystarczała i połykały wiatr. W tym celu goniły statki i odbierały im wiatr z żagli, przewracając je przy tym. Niekiedy pojawiały się także legendy wiążące pływy z połykaniem wody przez ogromne węże morskie lub smoki, żyjące na dnie wód.

### Symbolika

Smok na fladze Walii

Za: W. Kopaliński, Słownik symboli; J.E. Cirlot, Słownik symboli; D. Forstner, Świat symboliki chrześcijańskiej; J. Hoult, Dragons Their History and Symbolism; S. Carr – Gomm, Słownik symboli w sztuce, motywy, mity, legendy w malarstwie i rzeźbie

#### Pozytywna
Smok podobnie jak wąż wiązał się z symboliką wody. W starożytnym Rzymie traktowany był niekiedy jako istota podziemna czuwająca nad urodzajem. Był symbolem autorytetu i potęgi, wiązanym ze słońcem i symboliką królewską, podobnie jak lew i orzeł. Stanowił alegorię wiedzy, mądrości, czujności i dobrej straży. Plujący ogniem mógł przedstawiać lato. W heraldyce był oznaką waleczności, a jego zawinięty w pętle ogon świadczył o sile i energii. Smoka ukazywano także gryzącego własny ogon, jak węża Uroborosa, wówczas był emblematem wiecznego ruchu, cykliczności i odnowy. W psychologii smok w jaskini mógł być symbolem aktu seksualnego. Wiązano go także z Wielką Matką.

#### Negatywna
Smok pozostawał często stworzeniem groźnym uosabiającym zło i zniszczenie. W psychologii także ludzkie lęki i ciemną stronę osobowości. Stał w opozycji do bohatera, który musiał pokonać zło drzemiące w nim samym, ukazywane pod postacią smoka, by ostatecznie zwyciężyć nad złem. W chrześcijaństwie utożsamiany z diabłem, grzechem, chaosem, pogaństwem, czy herezją. Smocza krew lub ślina oznaczać mogła truciznę, sam pysk zaś bramy piekielne.

## Smoki Europy i Bliskiego Wschodu

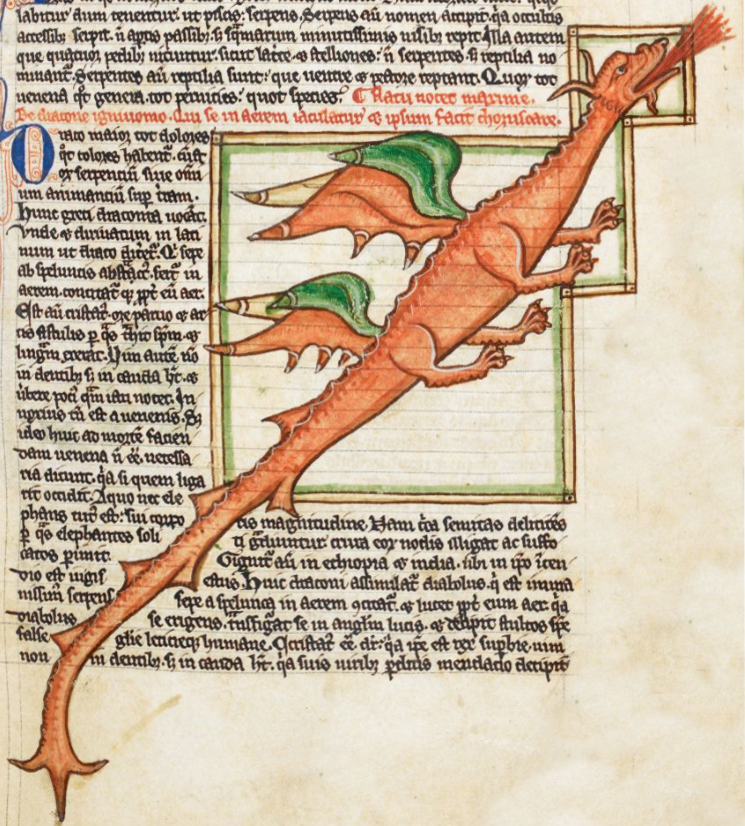
Smok na ilustracji z XIII w. manuskryptu

Smoki z legend kontynentu europejskiego, dominują we współczesnej konwencji fantasy. Zgodnie z pierwowzorami mają zwykle wygląd wielkiej jaszczurki czy dinozaura, posiadają skrzydła, nierzadko mają kilka głów, potrafią zionąć ogniem. Francuski mnich Fulko z Chartres, zmarły w 1127 r., tak pisał o smokach: „Smoki charakteryzują się długimi, wstrętnymi pyskami, ostrymi zębami i ognistym językiem, uszy mają podobne do rogów, kark jest długi a ciało jaszczurcze. Dwie nogi są podobne do orlich pazurów, a skrzydła mają jak nietoperze. Smoki mieszkają w Indiach i w Etiopii, gdzie stale jest lato. Są to największe zwierzęta na świecie”.
Jako symbol pojawiają się między innymi w Imperium Rzymskim. Zasadniczo utożsamiano je ze złem, chorobą lub wojną; w tradycji chrześcijańskiej smok pojawia się jako symbol szatana. W chrześcijańskich legendach europejskich motyw smoka wiąże się z postacią Św. Jerzego. Smoki pojawiają się w średniowiecznych eposach (np. o Tristanie i Izoldzie).
Wojciech Górczyk uważa, że: „W słowiańskim micie o pojedynku kosmogonicznym, prawdopodobnie Weles, słowiański chtoniczny bóg płodności pól i zmarłych, władca Zaświatów i śmierci, strażnik pokładów złota i skarbów, przyjmował niekiedy postać żmija. Był on przeciwnikiem Peruna, gromowładnego boga uranicznego” W przeciwieństwie do mitu wyłowienia, mitu tego typu nigdy nie zapisano, jest to jedynie przypuszczenie.

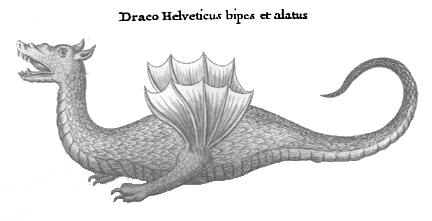
Smok – ilustracja z Nowych Aten

O smokach pisze szczegółowo Benedykt Chmielowski w Nowych Atenach: „gdzie historia włóczkową robotą zapisana. Jest to wskazanie na jakiś rodzaj pisma pamiętającego historię smoczych dziejów, opartego na niciach. Tamże smoki strzegły złote runo”.
Istotami podobnymi do smoków są: bazyliszki, wiwerny, wher i drakipotrzebne źródło.
Smoki z mitów i legend:
- Religie ludów Mezopotamii – Muszhuszu;
- Mitologia perska – Aži Dahaka;
- Mitologia grecka – Ladon (syn Forkosa); Pyton (Tyfon)
- Mitologia nordycka oraz legendy ludów germańskich – Níðhöggr, Jormungand, Fafnir, Lindworm, smok z poematu Beowulf;
- Mitologia słowiańska oraz legendy ludów słowiańskich – żmij, Ażdacha, Smok wawelski, smok łysiecki;
- Mitologia bałtyjska – Aitvaras, Pukis.

## W Polsce
We wierzeniach z terenów Rzeczpospolitej, Śląska i Pomorza zachowały się legendy o wielu rodzajach smoków. Najważniejszą rolę miał w mieszczańskiej i elitarnej części mitologii, lecz wiara w stworzenia tego typu była żywa też wśród chłopów. Przeważnie posiadały skrzydła, ogon, lecz pojawiały się również smoki w postaci wielkich węży bez nóg i skrzydeł. W demonologii polskiej, smoki należały do różnych sfer wszechświata:
- Niebiańskiej  - zamieszkiwały niebiosa i były silnie związane ze sferą uraniczną. Ujeżdżane były przez płanetników (ludzi odrodzonych w niebiosach jako istoty pogody) i były przeważnie przychylne ludziom, lecz jednocześnie trudne do kontrolowania. W przypadku zerwania się smoka z kontroli płanetnika, następował grad[15].
- Ziemskiej - najpopularniejszy rodzaj - były zarówno pozytywnie jak i negatywnie nastawione do ludzi. Mieszkały w jaskiniach, górach, lasach. Silnie związane z aitiologią danych miast i nazw geograficznych[14].
- Piekielnej - mieszkały często w podziemnych piwnicach, albo nawet samym piekle. Towarzyszyły czartom, czarnym psom ziejącym ogniem i innym stworzeniom sfery demonicznej[16]. Czasami wychodziły na ziemię, gdzie walczyły z ludźmi[14]. Król diabłów miał według polskich wierzeń, posiadać własnego smoka koło tronu[17]. Kościół szczególnie promował wiarę w tę wersję smoków, utożsamiając piekielne smoki z siedmiogłowym wężem z Apokalipsy[14].

### Geneza
Smoki mogły powstać na kilka różnych sposobów:
- Hodowla – należało kurze jajo przekazać do wysiedzenia żabie bądź wężowi. Sposobem na wyklucie smoka było też zakopanie pod ziemią węża, bądź wykluwanie jaj kur w bardzo ciasnych, ciemnych, podziemnych piwnicach. W taki sam sposób miano tworzyć też bazyliszki[14].
- Transformacja - żaba zmieniała się w smoka, jeśli przez kilka tygodni nie słyszała dźwięku dzwonu[18]. W smoka mógł zmienić się też diabeł[14].
- Reinkarnacja – człowiek po śmierci, mógł stać się smokiem jeśli utknął między światem żywych, a zmarłych[14].
- Klątwa – człowiek mógł stać się smokiem na skutek klątwy rzuconej przez wiedźmę[14].

### Najpopularniejsze smoki[14]
- Smok wawelski – zamieszkiwać miał pieczarę pod Wawelem, za czasów księcia/króla Kraka. Istnieje wiele odmian legendy. W jednej z nich smok pożera dziewice, w innej owce. W pewnych wersjach smok ginie zatruty owcą, napełnioną siarką. Inne mówią że po zjedzeniu siarki, smok pił wodę z Wisły tak długo, aż wybuchł.
  - Istnieje jeszcze odmienna od wszelkich innych wersja legendy, w których Krak posiadający nadnaturalną siłę pokonuje smoka za pomocą wielkiej, skalnej maczugi, którą potem rzucił w okolice Pieskowej Skały, gdzie została nazwana Maczugą Herkulesa.
- Smok z Łysego Garbu - zamieszkiwał Sudety i porwał jedną z lokalnych kobiet. Stanął do walki z Liczyrzepą – duchem gór, który próbował ratować dziewicę. W trakcie walki utworzony został Wodospad Szklarki.
- Smok z Placu Solnego – zamieszkiwał luterańską kamienicę i stanowił potępioną duszę człowieka. Luterański pastor nie był w stanie go pokonać, stąd na pomoc został wezwany katolicki ksiądz, "uzbrojony" w święte obrazy i święcone obiekty. Po zwycięstwie nad smokiem, dusza została odesłana.
- Smok Strachota z Lasu Strachocińskiego – zamieszkiwać miał Las Strachociński, obecnie będący w granicach Wrocławia. Nie zginął w trakcie walki z człowiekiem, lecz został jedynie ranny i przepędzony[19].
- Smok Toruński - smok będący poświadczeniem (rzekomo) naocznych świadków.
- Smok ze Smogorzewa - bestia zabita przez misjonarzy nieznanym sposobem. Po śmierci, wybuchł powodując głuchotę u mieszkańców wsi Głuszyna.
- Smok ze Żmigrodu - zamieszkiwać miał Beskid niski i pilnować drogocennej korony. Władca grodu - Żyrosław musiał składać mu do zjedzeniu ludzi, aby ten gniewem nie zniszczył jego ojczyzny. W końcu ludzie zbuntowali się przeciw Żyrosławowi, pojmali go i przykuli do jaskini smoka. Ten jednak pokonał smoka, trafiając mieczem w jego głowę.
- Żytni żmij - rodzaj małego smoka kradnącego żyto na Dolnym Śląsku.
- Smok Staszowski - zamieszkiwał specyficzną jaskinię, był dość powolny i nielotny. Polować miał nocą i wywoływał wstrząsy w regionie miasta. Uwięziony został w jaskini przez Staszka - legendarnego założyciela Staszowa, poprzez zawalenie kamieni.
- Trzynastogłowy smok - miał zamieszkiwać nieokreślone miejsce i co roku pożerać ludzkie kobiety. Pokonany miał zostać przez Reszka, który jednak został oszukany przez swojego rywala, który przypisał sobie jego zasługi. Ostatecznie król rozpoznał kto był wybawcą, dzięki porównaniu smoczych języków.
- Smok Cieszyński - walczył z nim Leszek, potomek Kraka. Zabił go za pomocą zatrutego jedzenia, palącego smoka od środka. Potem spotkał swych braci, którzy razem założyli Cieszyn.
  - Cieszyn posiada też drugą, odrębną historię o innym smoku, związanym z popularną w  legendach regionu postacią Czarnej Księżnej, która zaklęła syna w smoka, za to że ten pokochał pasterkę. Mieszkać miał na wzgórzu Gadula, a kąpać miał się w Olzie. Klątwa została zdjęta dzięki magicznemu jabłku.
- Dwunastogłowy smok - żyć miał na Pomorzu i zmuszał ludzi do oddawania mu owiec i krów. Pokonany przez gmin, dzięki podpaleniu lasu. Smocza krew miała zabarwić Wąwóz Chłapowski na czerwono.
- Smok-zaklęty królewicz - zamieszkiwał nieokreślone miejsce, a był człowiekiem przemienionym w smoka przez klątwę. W noc przemieniał się w człowieka i musiał z kobietą spędzić kilka nocy w ciemności by zdjąć klątwę, jednak kobieta - córka leśnika przez przypadek przerwała magiczną sekwencję, odsłaniając kotarę. Kobieta dotarła do zamku i kazała królowej-wiedźmie zobaczyć się z księciem w zamian za pokazanie jej swojego magicznego samoprzędzącego kołowrotka. Po zdjęciu klątwy, smok na stałe przemienił się w człowieka.
- Smok z Wójczy – bestia będąca przemienionym czartem, mającym zniszczyć budowane świątynie. Pokonany przez jednego z rycerzy.
- Smok z Żarek – bestia związana ze Smoczym Dołem. Legenda o nim jest bliźniacza do legendy z Wójczy.
- Smok z Łysego Garbu - pożerał bydło i dziewice. Sołtys Z Goszowa pokonał go smołą z dodatkiem siarki. Ranny potwór spadł na szczyt góry, a miejscowa ludność podpaliła wokół niego las.
- Smok z Pienin – zwany, także "Królem Węży" terroryzował Beskidy. Jeden z Górali poślubiony kwiatowi (biała lilia) poszedł pokonać potwora, gdyż wywoływany przez niego grad, blokował hodowlę i rolnictwo w regionie.
- Smok z Kroczyc – bestia powodująca wielkie plagi węży, powodujące masową śmierć bydła. Jeden z czarowników, doradził rolnikowi by ten wykopał dół i stworzył nad nim kładkę. W pułapkę wpadły węże, które próbowały przedostać się dalej i wpadały do dołu. Gdy zjawił się Król Węży, wówczas to zabił czarownika, ale rolnik zaklinał węże gwizdnięciem. Wypełzły one z dziury i zagryzły smoka.
- Smok spod Skwierzyny – smok przybierający ognistą postać i dostający się do domów przez komin. Kradł ludziom pieniądze i dawał je wolnomularzom, którzy sprzedać mu mieli mu swoje dusze, w zamian z jego usługi.

## Smoki Dalekiego Wschodu

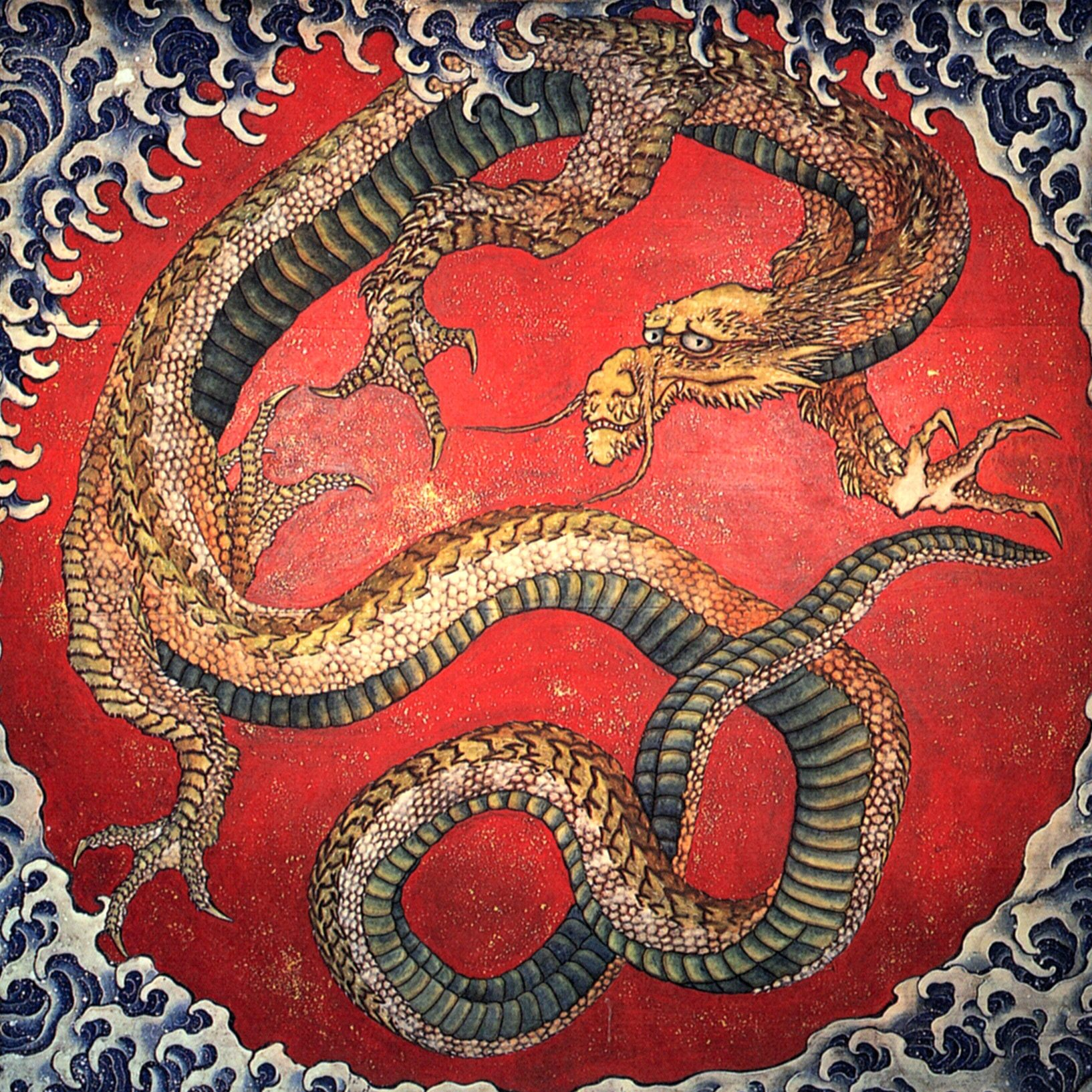
Japoński smok – drzeworyt Hokusai „Smok”

Longi, czyli smoki azjatyckie wywodzą się z Chin, a początek legendzie dały im zapewne kości dinozaurów, które występują licznie na pustyni Gobi. Smoki chińskie znane są także w Japonii, Korei Południowej, Wietnamie i Azji Południowo-Wschodniej. Chiński smok posiada ciało węża, pysk wielbłąda, łuski karpia, łapy tygrysa i szpony orła. W pysku często trzyma perłę, która symbolizuje doskonałość.
W przeciwieństwie do europejskiego smoka, smok chiński jest istotą sprzyjającą ludziom, i – jako taki – symbolizował przez wieki władzę cesarską, np. smoczy tron oznaczał tron cesarza Chin. Ludność chińska wierzyła, że pierwszymi cesarzami ich kraju były właśnie smoki.
W odniesieniu do przyrody, smok jest symbolem wody. Chińczycy wierzyli w przeszłości, że każda rzeka, zbiornik wodny czy chmura mają swojego smoka, którymi zarządza Smoczy Król w Niebie. W czasach suszy składano ofiary Królowi Smoków z prośbą o deszcz.
Smok jest elementem wielu chińskich powiedzeń i przysłów, np. chiński idiom 望子成龙 (dosł. pragnąć, by dziecko zostało smokiem) jest używany w odniesieniu do rodziców, którzy mają wygórowane ambicje wobec swych dzieci.
Starożytna chińska astrologia umiejscawiała gwiazdozbiór Smoka między Małą i Wielką Niedźwiedzicą. Smok to jedno z 12 zwierząt chińskiego zodiaku.
Smoki chińskie i japońskie można odróżnić po pazurach: chińskie mają cztery, a japońskie trzy pazury. Dodatkowo japońskie mają bardziej podkreśloną wężową budowę ciała.

## Smoki w polskich herbach

Orneta
Gmina Bałtów
Żmigród
Św. Jerzy zabijający smoka w herbie Dzierżoniowa
Św. Jerzy zabijający smoka w herbie Milicza
Św. Jerzy zabijający smoka w herbie Trzciela
Św. Jerzy zabijający smoka w herbie Ostródy
Św. Michał zabijający smoka w herbie Dolska
Św. Michał zabijający smoka w herbie Mieściska
Św. Michał zabijający smoka w herbie Łańcuta
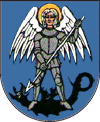
Św. Michał zabijający smoka w herbie Płazowa
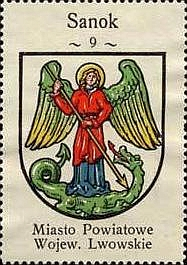
Św. Michał zabijający smoka w przedwojennym (i również powojennym) herbie Sanoka
Św. Michał zabijający diabła, obok smok Sforzów na współczesnym herbie Sanoka
Św. Jerzy zabijający smoka w herbie Brzegu Dolnego
Św. Jerzy zabijający smoka w herbie Miasteczka Śląskiego
św. Małgorzata, stojąca na grzbiecie smoka, w herbie Nowego Sącza
Św. Michał stojący na smoku, w herbie Białej Podlaskiej
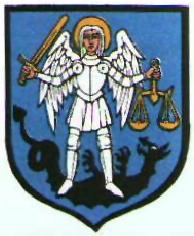
Św. Michał stojący na smoku, w herbie Dokudowa Pierwszego
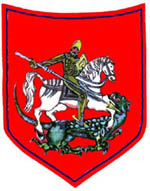
Św. Jerzy zabijający smoka w herbie Wąwolnicy
Święty Michał stojący na smoku w herbie Strzyżowa

## Smoki w kulturze popularnej

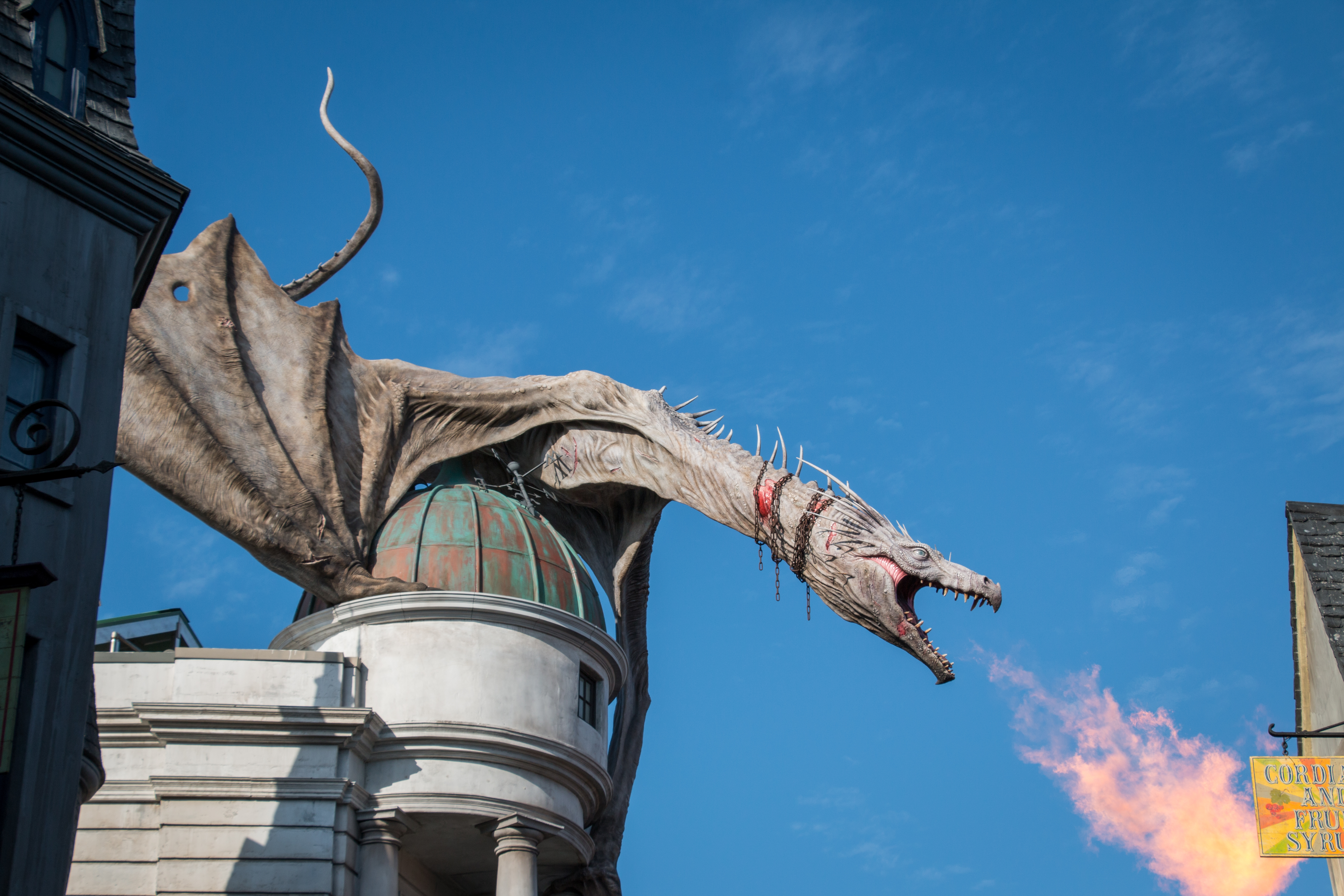
Instalacja artystyczna przedstawiająca smoka (Wiwerne) z filmu Harry Potter i Insygnia Śmierci: Część II w parku rozrywki Universal Studios Florida

Smoki często występują w utworach fantasy, są one jednak istotami bardzo zróżnicowanymi: od groźnych zwierząt, do nieśmiertelnych istot rozumnych, przewyższających człowieka doświadczeniem i wiedzą (cykl powieści Ziemiomorze, czy gra Skyrim). Różne są także ich charaktery i wygląd zewnętrzny (smoki z Niekończącej się opowieści czy utworów Ewy Białołęckiej są porośnięte futrem).